# 小行星4675
小行星4675（4675 Ohboke）是一颗围绕太阳公转的小行星。1990年9月19日，關勉在藝西天文台发现了此天体。
該小行星以日本吉野川中游的一段溪谷大步危命名。
这颗小行星的绝对星等为294.1903873948708等。